# Uranomys ruddi
Il ratto setoloso di Rudd (Uranomys ruddi Dollman, 1909) è un roditore della famiglia dei Muridi, unica specie del genere Uranomys (Dollman, 1909), diffuso nell'Africa occidentale e orientale.

## Descrizione

### Dimensioni
Roditore di piccole dimensioni, con la lunghezza della testa e del corpo tra 101 e 119 mm, la lunghezza della coda tra 55 e 68 mm, la lunghezza del piede tra 16 e 18 mm, la lunghezza delle orecchie tra 12 e 14 mm e un peso fino a 51 g.

### Caratteristiche craniche e dentarie
Il cranio è robusto, il rostro è breve, la scatola cranica è ampia, le creste sopra-orbitali sono ben sviluppate, le ossa nasali sono larghe e molto corte. Il palato è ampio e si estende ben oltre gli ultimi molari, coprendo completamente la fossa mesopterigoidea. I fori palatali sono molto lunghi. La bolla timpanica è piccola e piatta. Gli incisivi sono proodonti, ovvero con le punte rivolte in avanti, eccetto che nella sottospecie U.r.acomyoides, nella quale sono ortodonti, ovvero con le punte rivolte verso il basso.
Sono caratterizzati dalla seguente formula dentaria:

### Aspetto
Il corpo è simile a quello di un piccolo topo con gli arti brevi. La pelliccia è corta e ruvida, cosparsa di peli rigidi sulla schiena e la groppa. Le parti dorsali variano dal grigio al bruno-grigiastro, cosparse di peli marroni chiari e neri, passando gradualmente lungo i fianchi alle parti ventrali biancastre, talvolta con dei riflessi bruno-rossicce chiare. Il mento, la gola e le zampe sono bianchi. La testa è sottile e appuntita, gli occhi e le orecchie sono piccoli.  I piedi sono corti e larghi, le tre dita centrali sono allungate, mentre l'alluce ed il quinto dito sono più corti. La coda è più corta della testa e del corpo, è brunastra, ricoperta di scaglie e di numerose piccole setole nerastre. Le femmine hanno tre paia di mammelle pettorali e tre paia inguinali. 
Il numero cromosomico è 2n=50 negli individui del Senegal, 2n=58 in Costa d'Avorio e 2n=52 nella Repubblica Centrafricana.

## Biologia

### Comportamento
È una specie terricola e notturna. Costruisce tane profonde 15 cm con due uscite, ognuna sormontata da un tumulo di terra e fornite di alcuni cunicoli ciechi lunghi 40 cm e di un nido di steli d'erba, ma non di depositi di provviste. Sono solitamente occupate da 2 adulti.

### Alimentazione
Si nutre principalmente di insetti.

### Riproduzione
In Costa d'Avorio si riproduce durante tutto l'anno, con picchi tra settembre e dicembre in cui i parti hanno una media di 4-5,7 piccoli, mentre nel resto dell'anno è di 2,6-3,7 piccoli.

## Distribuzione e habitat
Questa specie è diffusa nell'Africa occidentale e orientale dal Senegal meridionale fino all'Etiopia sud-occidentale ad est e poi fino al Mozambico centro-occidentale a sud.
Vive nelle savane umide, praterie e arbusteti. Si trova talvolta anche ai margini forestali, ma mai all'interno di esse.

## Tassonomia
Sono state riconosciute 6 sottospecie:
- U.r.ruddi: Kenya occidentale, Tanzania centro-settentrionale, centrale e centro-meridionale;
- U.r.acomyoides (Ingoldby, 1929): Costa d'Avorio, Ghana, Togo, Benin, Burkina Faso sud-occidentale;
- U.r.foxi (Thomas, 1912): Nigeria centrale, Camerun settentrionale, Ciad meridionale, Repubblica Centrafricana;
- U.r.oweni (Thomas, 1910): Senegal meridionale, Guinea-Bissau orientale, Guinea, Sierra Leone, Liberia settentrionale, Mali meridionale;
- U.r.ugandae (Heller, 1911): Uganda, Sudan del Sud meridionale, Etiopia sud-occidentale;
- U.r.woodi (Hinton, 1921): Malawi, Mozambico occidentale, Zimbabwe orientale.

## Conservazione
La IUCN Red List, considerato il vasto areale e la popolazione numerosa, classifica U.ruddi come specie a rischio minimo (Least Concern).